# Església del Sant Àngel Custodi de la Vall d'Uixó
L'Església del Sant Àngel Custodi de la Vall d'Uixó, d'estil barroc i amb decoració neoclàssica, és un temple catòlic situat al centre de la població (en la zona coneguda com a poble de Dalt) i seu d'una parròquia del bisbat de Sogorb-Castelló.
El 14 de juliol de 1981, la Direcció General de Belles Arts, Arxius i Biblioteques del Ministeri de Cultura decideix l'inici de l'expedient de declaració de monument històric-artístic de l'església, i amb el decret 169/2007, de 28 de setembre, del Consell, pel qual es culmina la primera fase d'actualització i adaptació de la Secció Primera de l'Inventari General del Patrimoni Cultural Valencià amb la declaració com Béns d'Interès Cultural de determinats béns immobles, l'església és declarada Bé d'Interès Cultural, en la categoria de monument.

## Història

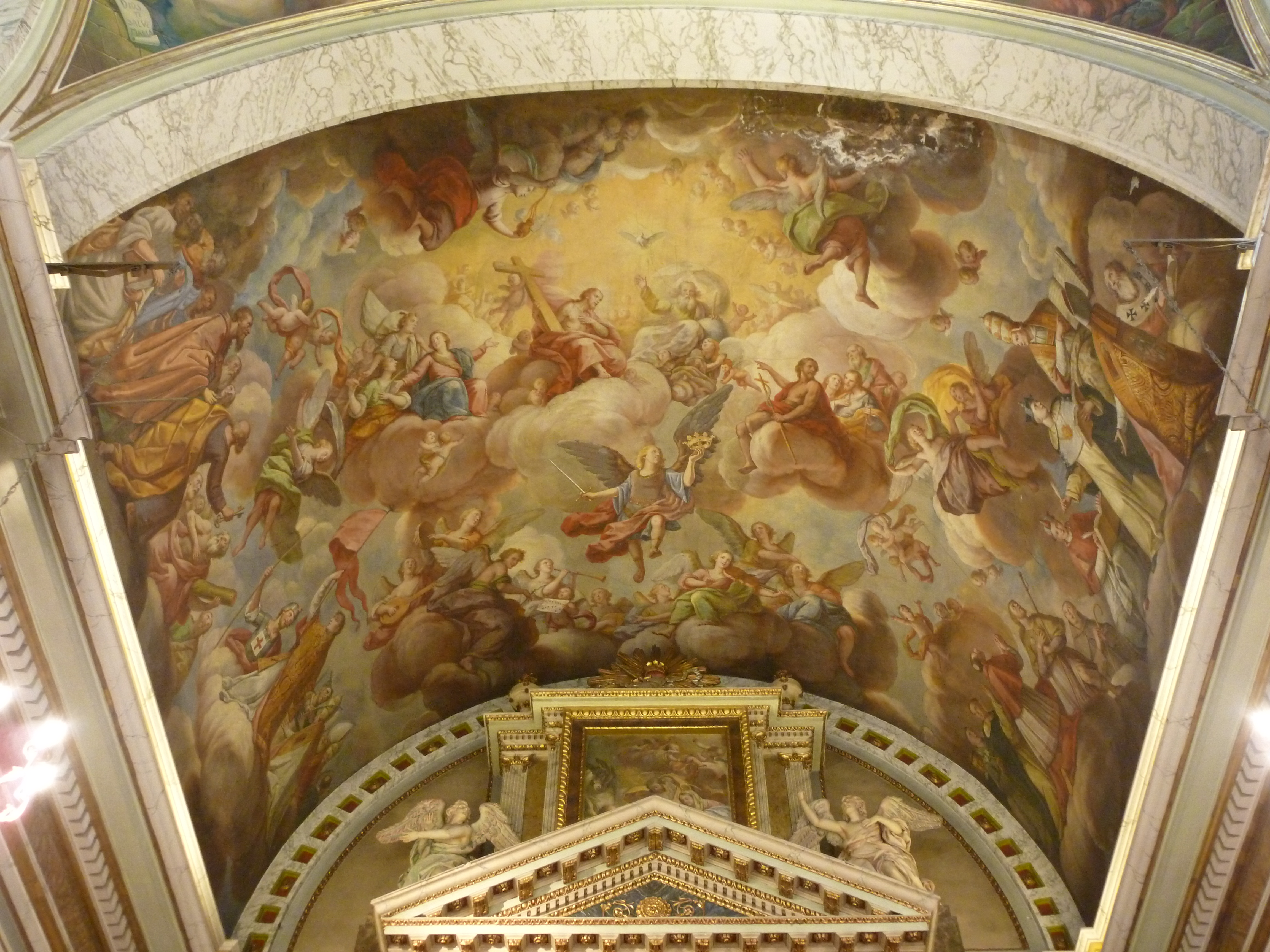

Des de la conquesta cristiana fins a l'expulsió dels moriscos de 1609, Uixó és una vall de població musulmana dispersa en petites alqueries, i l'erecció d'una parròquia sols interessava a la jerarquia eclesiàstica i al rector, pels beneficis econòmics que suposava, i als pocs feligresos del municipi.
Des de mitjan segle XIV fins al començament del segle xvii, la seu de la parròquia es trasllada en diverses ocasions, i al mateix temps, canvia l'advocació del temple. Entre 1340 i 1350 es construeix una petita església a l'alqueria de Benigafull, prop del palau dels Boïl, sota l'advocació de Santa Maria, que es mantindrà com a seu parroquial fins a les darreries del segle xv. En aquestes dates es reconstrueix el palau de Benigafull, i la capella palatina, ara pertanyent al ducat de Sogorb, passa a ésser la nova seu de la parròquia d'Uixó, i sota l'advocació de la Nativitat del Senyor es manté fins al darrer terç del segle xvi. Entre 1563 i 1588 la seu passa a l'església, abans mesquita, de l'Alcúdia, ara ja sota l'advocació del Sant Àngel Custodi. En 1602 la butlla Apostolici Muneris estableix dues parròquies a la vall, creant una nova a Beniçaat i mantenint l'antiga parròquia a Benigafull, lloc aquest últim on es construeix en 1608 una nova església, aprofitant l'antiga església de 1340 o l'antiga mesquita, però que prompte resulta insuficient; i així, en la visita pastoral de 1625, el bisbe Spinola demana la construcció d'una nova església.
L'actual temple comença a construir-se quan l'1 de gener de 1634, el bisbe Antolínez designa el solar de la nova església. El 8 de gener de 1636 es paga la realització dels plànols (comuns per a les dues esglésies de la Vall d'Uixó), als mestres d'obres de València, Tomàs Lleonart Esteve i Tomàs Panes. Poc després són encarregats de la construcció els picapedrers Juan del Rio i Juan de Igual, els dos naturals de Pina. L'obra avança amb rapidesa, i així, l'any 1645 ja estava finalitzada l'estructura, l'any 1654 l'interior estava prou avançat, però faltava per fer l'altar major, i l'any 1669, el temple estava finalitzat. En aquests moments l'església presentava una nau única de quatre trams amb capelles entre contraforts, torre campanar, al peus, en un costat, i possiblement un creuer amb cúpula i el presbiteri pla amb sales laterals.

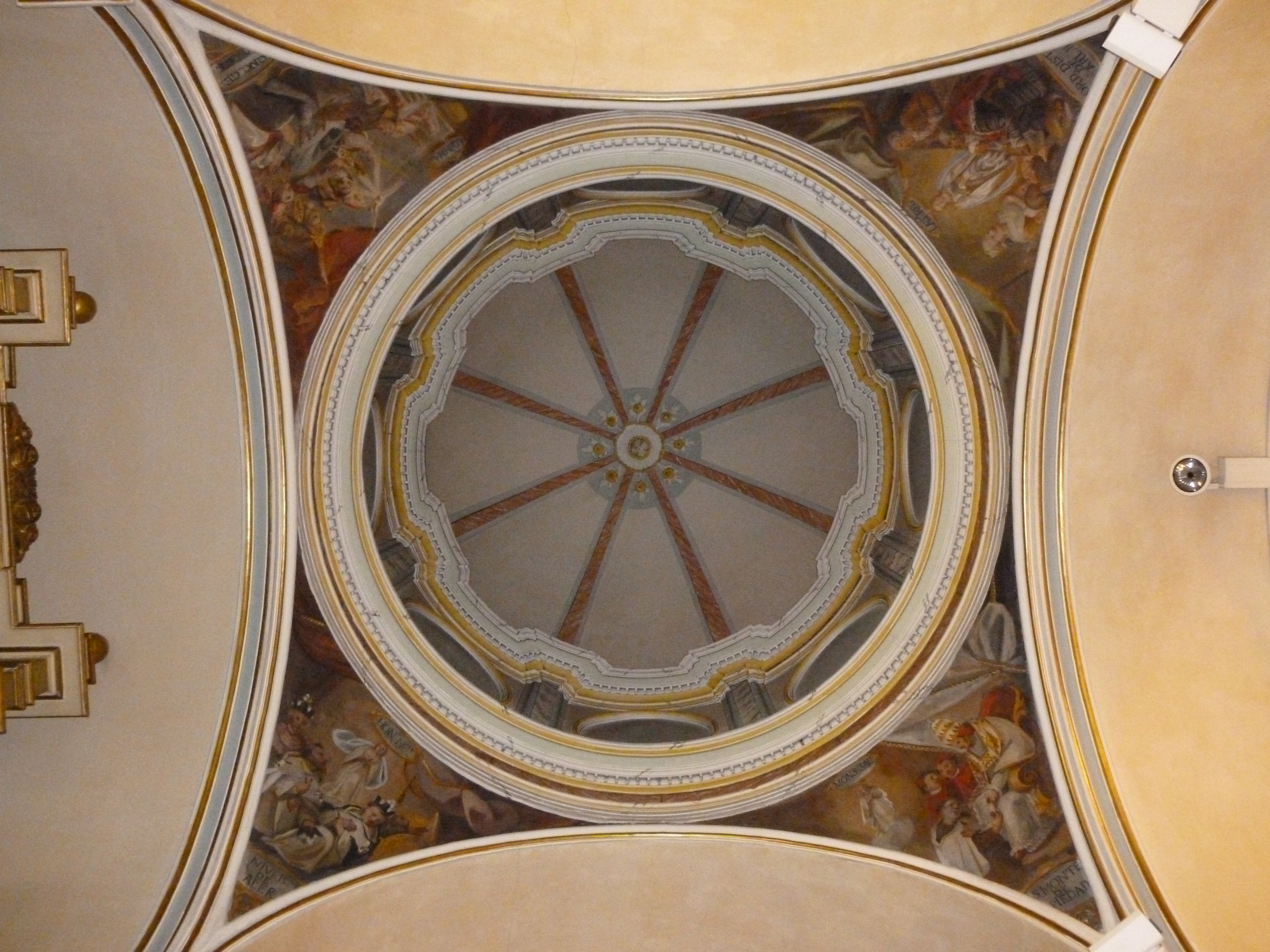

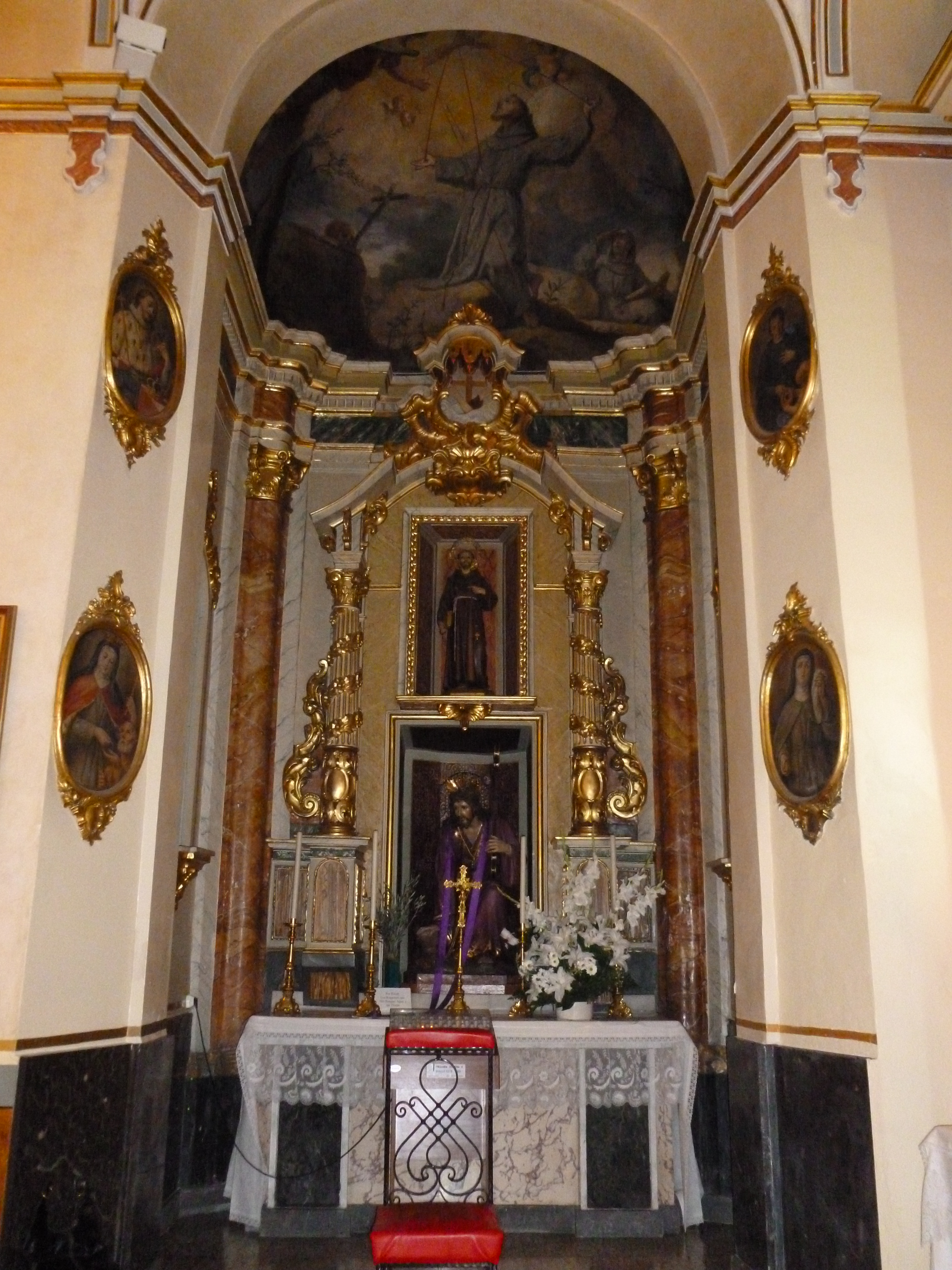

El ràpid increment de la població i una intensa activitat parroquial prompte mostren la insuficiència del temple. A principis del segle xviii es decideix l'ampliació de l'església. Així, el 1719 es reconcilia la capella ducal per a convertir-la en seu provisional de la parròquia. En una primera etapa, de 1719 a 1739, l'ampliació consisteix a obrir els contraforts i ampliar cada capella del costat de l'Evangeli, en fondària i en altura (amb cúpula sobre tambor), creant una àmplia nau lateral, als peus de la qual es reforma la primitiva capella; i en 1729 es remata el campanar amb un edicle. I en la segona etapa, la més important, de 1739 a 1747, es canvia i amplia tota la capçalera del temple (presbiteri amb sagristia i capella de la comunió als costats, transsepte amb una gran cúpula en el creuer) i es realitza la nau lateral del costat de l'Epístola. Finalitzades les obres, el 8 d'octubre de 1747 es trasllada el Santíssim Sagrament, des de la capella ducal a la capella del Sagrari de l'església ampliada, celebració que encara es manté en l'actualitat el 8 d'octubre com a festa local, la Translació.
En la segona meitat del segle xviii continuen les millores del temple completant els altars amb nous ornaments, construint una capella adossada longitudinalment al costat de l'Evangeli, anomenada del Carnadari, per ocupar l'espai de l'antic cementiri i, al voltant de 1769, la participació del pintor Josep Vergara en una completa decoració pictòrica de l'interior del temple. També en el segle xix es mantenen les millores, així, es construeix la capella de Nostra Senyora dels Dolors en part de la capella del Carnadari, en 1820 queda finalitzat l'altar major amb la figura de l'Àngel Custodi de l'escultor Gil i Nadalés, en 1856 es construeix la llanterna de la cúpula de la capella de la Comunió, en 1860 es renova l'orgue i canvia la seva situació, i també es renoven els altars principals del creuer, i en 1880 s'allarga un braç de la capella de la Comunió, escurçant el Carnadari, i convertint-lo en la capçalera.
Amb la guerra civil (1936-1939) es produeix el saqueig i l'incendi del temple, i la destrucció de gran part del seu patrimoni artístic: imatges processionals, el púlpit barroc, l'orgue, i moltes pintures de Josep Vergara, com els ovals situats als laterals de la nau central, les petxines de la cúpula, i els frecs situats sobre les entrades de la capella de la Comunió i de la sagristia. Altres elements quedaren deteriorats i precisaren una urgent recuperació, com la Glòria de Vergara, restaurada el 1943 per Luís Roig d'Alós.
Durant la segona meitat del segle XX continuen les restauracions, però és a principis del segle xxi, entre 2001 i 2004, quan s'efectua la més important actuació: s'intervé en el campanar; en totes les façanes, destacant la façana principal amb la neteja d'alguns elements i el remat de la cornisa; i en la cúpula, amb la recuperació de la decoració pictòrica del seu tambor.

## Arquitectura

### Estructura
L'església té planta de creu llatina i el seu espai interior s'articula longitudinalment amb una nau central i dues laterals, amb quatre trams. Entre els contraforts se situen capelles, menys el primer tram des del creuer, on les capelles són substituïdes per accessos, en el costat de l'Evangeli, a la capella de Nostra Senyora dels Dolors o del Carnedari, espai centralitzat, i en el costat de l'Epístola, a l'exterior. El presbiteri és quadrangular amb capçalera recta, i al seu voltant es troben la capella de la Comunió o del Sagrari, amb planta de creu invertida i orientació transversal a l'església, al costat de l'Evangeli, el transagrari, i la sagristia, al costat de l'Epístola. Cor alt als peus i campanar adossat a la façana, al costat de l'Epístola.
La nau central del temple, el presbiteri i els braços del transsepte estan coberts amb volta de canó, amb llunetes per a les finestres la nau central. Les naus laterals, en els seus quatre trams, estan coronades per cúpules, sense tambor ni llanternons. Sobre el creuer s'alça una cúpula sobre un tambor amb vuit amples finestrals i sense llanternó. La capella de la Comunió, amb els braços i el cos coberts amb volta de canó, i el creuer cobert per cúpula semiesfèrica amb llanternó; mentre la capella del Carnedari, el centre es cobreix per volta de creueria, i els curts braços, amb volta de canó.

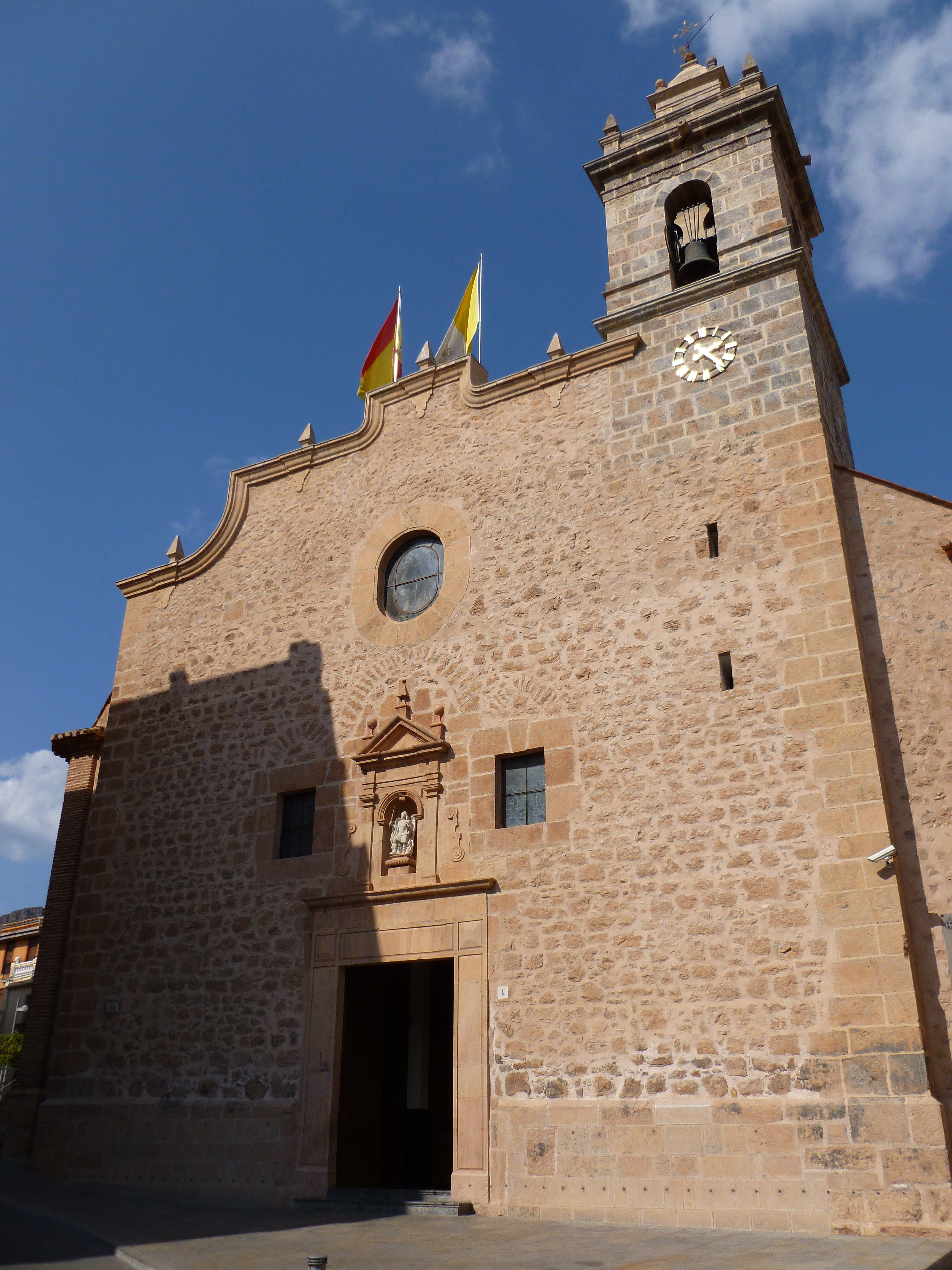

### Façana principal
La façana principal, situada als peus de l'edifici, és un mur quadrangular —fet de maçoneria de pedra i morter de calç, menys els cantons, les finestres, el sòcol i la portada, de carreus—, amb un remat mixtilini coronat amb quatre pinacles. Destaca la portada de dos cossos, on l'inferior presenta una obertura d'arc de llinda, amb motllures en els brancals i encoixinat en els cantons, i coberta per una cornisa; i el superior, centrat en una fornícula apetxinada emmarcada per pilastres dòriques que carreguen un entaulament rematat per un frontó. La façana es completa amb dues finestres rectangulars al dos costats de la fornícula, i un òcul ovalat al damunt.
La torre campanar, situada als peus de la nau, en el costat de l'Evangeli, està adossada a la façana. Té planta quadrangular, amb un cos massís, i el cos de les campanes, aquest últim amb una obertura de mig punt en cada cara flanquejada per parelles de pilastres, coronada per una forta cornisa amb pinacles als angles. Al damunt, un edicle amb obertures en les seves cares, coronat per altra cornisa amb boles als angles i una coberta piramidal.

### Interior
L'espai interior s'articula mitjançant pilars i pilastres d'ordre corinti, i un entaulament que envolta la nau, i sota la cornisa, decoració de dentells.
De totes les intervencions pictòriques, la de més ampli abast fou el conjunt de frescs i olis que realitzà Josep Vergara i el seu taller, al voltant de 1769, tot i que no totes es conserven en l'actualitat. El mateix Vergara pintà la volta del presbiteri, les petxines de la cúpula del creuer, els vuit medallons dels timpans de les sobrecornises de la nau central, els tres medallons envoltant la porta principal, la volta i els quatre medallons laterals de la capella de Jesús Natzaré, i el quadre sobre la porta de la sagristia; mentre el seu taller executà les petxines de les vuit capelles laterals.

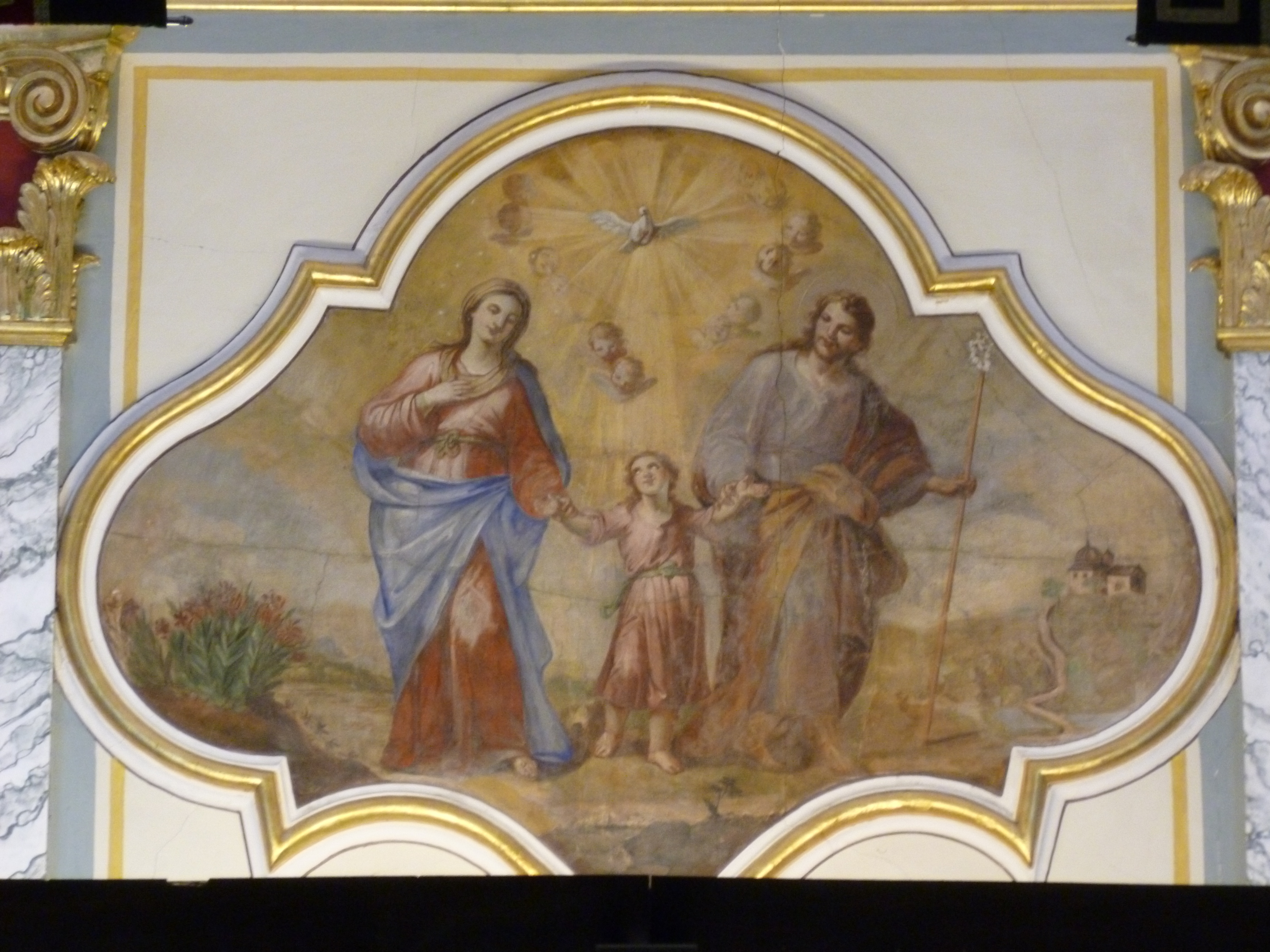

Altres obres destacades són el Retaule de la Verge dels Àngels, de Jeroni Jacint Espinosa, situada a la capella de la Comunió; els frescs de temàtica eucarística del transagrari; i l'Adoració dels pastors, de Joaquim Oliet, a l'àtic del retaule major.

## Tresor parroquial
Dels objectes litúrgics, pel seu valor artístic, cal destacar:
- Creu processional major (1570). D'argent repussat i cisellat.[22]
- Reliquiari Lignum Crucis (segle XVII). Reliquiari en forma de creu fet amb argent sobredaurat, fos, repussat i tornejat.[23]
- Plat petitori (segle xvi). De llautó daurat, cisellat i repussat.[24]
- Conjunt de casulles, tern i dalmàtica (segle xviii). De seda brodada amb fils de seda, argent i or.[25]